# Zara Steiner
Pour les articles homonymes, voir Steiner.
Zara Steiner, née Shakow le 6 novembre 1928 à New York (État de New York) et morte le 13 février 2020 à Cambridge (Angleterre), est une historienne et universitaire britannique d'origine américaine.  
Spécialiste de l'histoire des relations internationales, de l'histoire de la diplomatie, de l'histoire du XXe siècle, de l'histoire de l'Europe et de celle des États-Unis, elle est considérée comme « la plus grande historienne mondiale des relations internationales en Europe de l'Entre-deux-guerres »,.  

## Biographie

### Famille et formation
La famille de Zara Shakow est d'origine juive lituanienne. Elle est la fille de Joseph Shakow, dirigeant d'un magasin vendant des vêtements et des fournitures de plein air aux explorateurs polaires, et sa femme, Frances (née Price).
Zara étudie l'histoire au Swarthmore College, en Pennsylvanie, où elle obtient son diplôme en 1948. Elle entreprend ensuite un diplôme d'histoire à l'Université d'Oxford, en deux ans au lieu des trois habituels, bénéficiant d'être encadrée par des sommités telles que AJP Taylor et Isaiah Berlin. À cette époque, Zara Shakow est une rare femme dans un monde d'hommes. Lorsqu'elle arrive à Oxford, l'un de ses tuteurs refuse d'abord de l'embaucher : « Je ne donne pas de cours aux femmes », dit-il. La réponse de la jeune fille est : « Appelez-moi simplement monsieur ». 
En 1950, elle déménage à Harvard où elle obtient son doctorat en 1957.

### Carrière et travaux
Au début des années 1950, Zara fait la connaissance de l'érudit, philosophe et futur critique littéraire et spécialiste de littérature comparée Georges Steiner qui comme elle, avait étudié à Harvard et c'est à la suggestion de leurs anciens professeurs qu'ils se rencontrent à Londres. « Les professeurs avaient gagé... que nous nous marierions si jamais nous nous rencontrions  »,. Ils se marient en 1955, l'année où George passe son doctorat à l'université d'Oxford. Zara vient avec lui à Cambridge en 1961 après sa nomination au Churchill College. Ils ont un fils, David en 1958, et une fille, Deborah en 1960,.
Suivant son mari d'un emploi à l'autre, elle déménage à Princeton puis à Innsbruck en Autriche, pour finalement s'installer avec sa famille à Cambridge. 
Zara Steiner devient spécialiste de l'histoire de la diplomatie britannique et en tant que critique prolifique, y compris pour le Financial Times. Ainsi, après la publication en 1969 d'un de ses livres majeurs The Foreign Office and Foreign Policy, 1898-1914, « toute une génération de jeunes historiens a été captivée par l'ouverture régulière des dossiers du Foreign Office et du Cabinet britannique sur les origines de la Première Guerre mondiale ». Dans ses volumes, elle élargit « le concept d'histoire diplomatique pour refléter les développements de la théorie des relations internationales et inclure l'impact de l'opinion publique, des intérêts économiques, de la presse et, surtout, de la contribution des fonctionnaires », en ayant parcouru le pays, examinant les papiers privés et poussiéreux des employés du ministère des Affaires étrangères.
De 1968 à 1995, elle est membre de New Hall, une institution réservée aux femmes, rebaptisée plus tard Murray Edwards College, dont elle devient Fellow, à Cambridge. Là, elle encadre des étudiantes de premier cycle, en les encourageant particulièrement dans leurs efforts académiques mais aussi plus généralement, tout en poursuivant ses propres recherches. Elle y joue un rôle de premier plan dans la gestion du collège, en tant que présidente par intérim en 1995-96. 
Elle publie en 1982 le Times Survey of Foreign Ministries of the World, « une entreprise savante majeure, impliquant des dizaines d'historiens ».
Un jour qu'elle interviewe un diplomate britannique à la retraite, il lui dit : « Une Américaine, une femme et une juive écrivant sur le Foreign Office ? Cela ne devrait pas être autorisé ».
Ses deux volumes massifs (plus de 2 000 pages) et magistraux, The Lights That Failed (2005) et The Triumph of the Dark (2011), dans le cadre de l'Oxford History of Modern Europe, témoignages de la minutie et de l'érudition de leur auteur et qui ont nécessité plus de 30 ans de recherches et d'écriture, sont des ouvrages de référence,.
En 2007, elle est élue Fellow of the British Academy (FBA) de l'académie nationale du Royaume-Uni, en récompense de ses travaux pour les humanités et les sciences sociales,.
Appréciant sa spécialisation dans son domaine et alors qu'elle a 89 ans, l'International History Review lui demande d'écrire « Behind the Foreign Office Papers » pour son numéro de février 2017. Dans le monde entier, elle est « reconnue comme une grande historienne, auteur d'une série d'ouvrages d'érudition importants et durables »,.
Zara Steiner meurt à son domicile à Cambridge, le 13 février 2020, dix jours après son mari - qui avait répété que « sa vie serait inconcevable sans Zara et sans ses conseils. Steiner, surtout, reconnaissait dans sa femme une douceur extraordinaire, capable d'atténuer comme un baume sa dureté de tempérament ».

## Publications
- Zara S. Steiner, The Foreign Office and Foreign Policy, 1898-1914, Cambridge, University press, 1969, 262 p. (ISBN 978-0-521-07654-8)
- Zara S. Steiner et Keith Neilson, Britain and the origins of the First World War, Basingstoke, 2e éd., 2003, 341 p. (ISBN 978-0-333-73466-7)
- Zara Steiner, The Lights that failed : European International History 1919–1933, Oxford, Oxford University Press, 2005, 938 p. (ISBN 978-0-19-822114-2, lire en ligne)
- (en) Zara Steiner, The Triumph of the dark : European International History 1933–1939, Oxford, Oxford University Press, 2010, 1222 p. (ISBN 978-0-19-921200-2, lire en ligne)